# Elsa Lunghini
Elsa Lunghini, de nome artístico Elsa (Paris, 20 de Maio de 1973), é uma cantora e actriz francesa.

## Biografia
Filha de Georges Lunghini (actor, fotógrafo, compositor de origem italiana) e de Christiane Jobert (artista, pintora e escultora), Elsa tem o primeiro papel no cinema aos 7 anos, no filme de Claude Miller Garde à vue, em 1981. É a mais jovem artista a ser cabeça de cartaz no Olympia de Paris, em 1990. Após vários álbuns e participações em filmes (notavelmente Le retour de Casanova, com Alain Delon), regressa em 2004 com a edição de um novo álbum intitulado: De lave et de sève.
É prima da atriz Eva Green.

## Álbuns
- 2004: De lave et de sève
- 1997: Elsa, l'essentiel 1986-1993

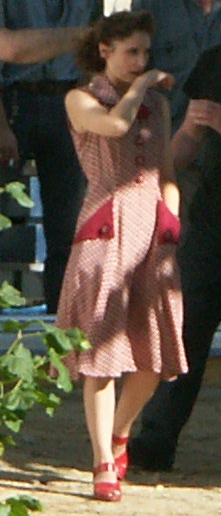
Elsa durante as filmagens de Trois jours en juin

- 1996: Chaque jour est un long chemin
- 1992: Douce violence
- 1990: Rien que pour ça
- 1988: Elsa

## Filmografia
- 2002: La mort est rousse de Christian Faure
- 1992: Le retour de Casanova de Édouard Niermans
- 1987: Où que tu sois de Alain Bergala
- 1986: La femme de ma vie de Régis Wargnier
- 1985: Rouge baiser de Véra Belmont
- 1984: Train d'enfer de Roger Hanin
- 1981: Garde à vue de Claude Miller : Camille (l'enfant)

###### Sites de fãs
- (em francês) http://www.elsalunghini.com/
- (em francês) http://www.elsalunghini.org/
- (em francês) http://elsa.lunghini.free.fr/